# The Dream Syndicate
The Dream Syndicate je americká alternativní rocková skupina, založená v roce 1981 v Los Angeles. Původními členy skupiny byli zpěvák a kytarista Steve Wynn, kytarista Karl Precoda, baskytaristka Kendra Smith a bubeník Dennis Duck. Skupina byla součástí hnutí Paisley Underground. Skupina se rozpadla v roce 1991 a v roce 2012 byla obnovena.

## Diskografie
- The Dream Syndicate (EP, 1982)
- The Days of Wine and Roses (1982)
- Medicine Show (1984)
- This Is Not the New Dream Syndicate Album......Live! (1984)
- Out of the Grey (1986)
- Ghost Stories (1988)
- Live at Raji's (1989)
- 3½; The Lost Tapes 1985–1988 (1993)
- The Day Before Wine and Roses (1995)
- How Did I Find Myself Here? (2017)
- How We Found Ourselves…Everywhere! (2018)
- These Times (2019)